# Ascidiophilus
Ascidiophilus is een geslacht van kreeftachtigen uit de klasse van de Malacostraca (hogere kreeftachtigen).

## Soort
- Ascidiophilus caphyraeformis Richters, 1880